# جورج بروكول
جورج بروكول (14 أغسطس 1809 - 12 ديسمبر 1876) (بالإنجليزية: George Brockwell)‏ هو لاعب كريكت بريطاني.